# きみには勝てない!
『きみには勝てない!』（きみにはかてない）は、高口里純原作、穂波ゆきね作画による日本のやおい漫画作品である。

## ドラマCD

### スタッフ
- プロデューサー：上玉利純宏、西川路健太、津山冬花
- 音響監督：平光琢也
- 音楽：山本姫子
- 音響効果：古宮理恵
- 音響制作：神南スタジオ、小泉紀介

### キャスト
- 酉島雄飛：高城元気
- 筒井参吾：野島健児
- 酉島森生：井上和彦
- 江崎理事長：堀内賢雄
- 北条颯：鈴村健一
- 三木寒弥：石川英郎
- 猫田くん：宮田幸季
- 江崎陸：成田剣
- 江崎海：神谷浩史
- 江崎空：吉野裕行
- 生徒A：久保田隆
- 生徒B：高橋良吉
- 生徒C：三戸貴史
- 先輩A：津川悟
- 先輩B：小野大輔

## 関連商品
- ドラマCD（2004年7月23日発売）ASIN B0002B5AI4

## 書誌情報
高口里純・原作、穂波ゆきね・作画『きみには勝てない!』〈芳文社・花音コミックス〉全3巻
1. 2003年4月発売、ISBN 978-4-832-28246-9
2. 2003年11月28日発売、ISBN 978-4-832-28275-9
3. 2004年4月28日発売、ISBN 978-4-832-28292-6

［English］written by Satosumi Takaguchi and illustrated by Yukine Honami『Can't Win With You!』〈デジタル・マンガ・パブリッシング〉全3巻
1. ISBN 978-1-569-70812-5 (2007)
2. ISBN 978-1-569-70819-4 (2007)
3. ISBN 978-1-569-70821-7 (March 28, 2008)

［Deutsch］Yukine Honami und Satosumi Takaguchi『High School Nights』〈TOKYOPOP〉全3巻
1. ISBN 978-3-867-19312-2 (1. Januar 2008)
2. ISBN 978-3-867-19313-9 (21. Februar 2008)
3. ISBN 978-3-867-19314-6 (17. April 2008)